# Daryll Neita
Daryll Saskia Neita (Londra, 29 agosto 1996) è una velocista britannica.

## Palmarès
| Anno                                  | Manifestazione          | Sede           | Evento      | Risultato  | Prestazione | Note                                     |
| ------------------------------------- | ----------------------- | -------------- | ----------- | ---------- | ----------- | ---------------------------------------- |
| In rappresentanza della Gran Bretagna |                         |                |             |            |             |                                          |
| 2015                                  | Europei U20             | Eskilstuna     | 100 m piani | 7ª         | 11"69       |                                          |
| 2016                                  | Europei                 | Amsterdam      | 4×100 m     | Argento    | 43"45       |                                          |
| 2016                                  | Giochi olimpici         | Rio de Janeiro | 100 m piani | Batteria   | 11"41       |                                          |
| 2016                                  | Giochi olimpici         | Rio de Janeiro | 4×100 m     | Bronzo     | 41"77       | Record nazionale                         |
| 2017                                  | Mondiali                | Londra         | 100 m piani | Semifinale | 11"16       |                                          |
| 2017                                  | Mondiali                | Londra         | 4×100 m     | Argento    | 42"12       |                                          |
| 2018                                  | Europei                 | Berlino        | 100 m piani | Semifinale | 11"27       |                                          |
| 2018                                  | Europei                 | Berlino        | 4×100 m     | Oro        | 41"88       | Miglior prestazione mondiale stagionale  |
| 2019                                  | World Relays            | Yokohama       | 4×100 m     | Batteria   | dnf         |                                          |
| 2019                                  | Mondiali                | Doha           | 100 m piani | Semifinale | 11"18       |                                          |
| 2019                                  | Mondiali                | Doha           | 4×100 m     | Argento    | 41"85       | Miglior prestazione personale stagionale |
| 2021                                  | Giochi olimpici         | Tokyo          | 100 m piani | 8ª         | 11"12       |                                          |
| 2021                                  | Giochi olimpici         | Tokyo          | 4×100 m     | Bronzo     | 41"88       |                                          |
| 2022                                  | Mondiali indoor         | Belgrado       | 60 m piani  | Semifinale | 7"15        |                                          |
| 2022                                  | Mondiali                | Eugene         | 100 m piani | Semifinale | 10"97       |                                          |
| 2022                                  | Mondiali                | Eugene         | 4×100 m     | 6ª         | 42"75       |                                          |
| 2022                                  | Europei                 | Monaco         | 100 m piani | Bronzo     | 11"00       |                                          |
| 2022                                  | Europei                 | Monaco         | 200 m piani | Semifinale | dnf         |                                          |
| 2023                                  | Europei indoor          | Istanbul       | 60 m piani  | Bronzo     | 7"12        |                                          |
| 2023                                  | Mondiali                | Budapest       | 100 m piani | Semifinale | 11"03       |                                          |
| 2023                                  | Mondiali                | Budapest       | 200 m piani | 5ª         | 22"16       | Miglior prestazione personale            |
| 2023                                  | Mondiali                | Budapest       | 4×100 m     | Bronzo     | 41"98       |                                          |
| 2024                                  | Europei                 | Roma           | 200 m piani | Argento    | 22"50       | =                                        |
| 2024                                  | Europei                 | Roma           | 4x100 m     | Oro        | 41"91       | Miglior prestazione europea stagionale   |
| 2024                                  | Giochi olimpici         | Parigi         | 100 m piani | 4ª         | 10"96       |                                          |
| 2024                                  | Giochi olimpici         | Parigi         | 200 m piani | 5ª         | 22"23       |                                          |
| 2024                                  | Giochi olimpici         | Parigi         | 4x100 m     | Argento    | 41"85       |                                          |
| In rappresentanza dell' Inghilterra   |                         |                |             |            |             |                                          |
| 2022                                  | Giochi del Commonwealth | Birmingham     | 100 m piani | Bronzo     | 11"07       |                                          |
| 2022                                  | Giochi del Commonwealth | Birmingham     | 4×100 m     | Argento    | 42"41       |                                          |